# Церковь Рождества Пресвятой Девы Марии (Сингапур)

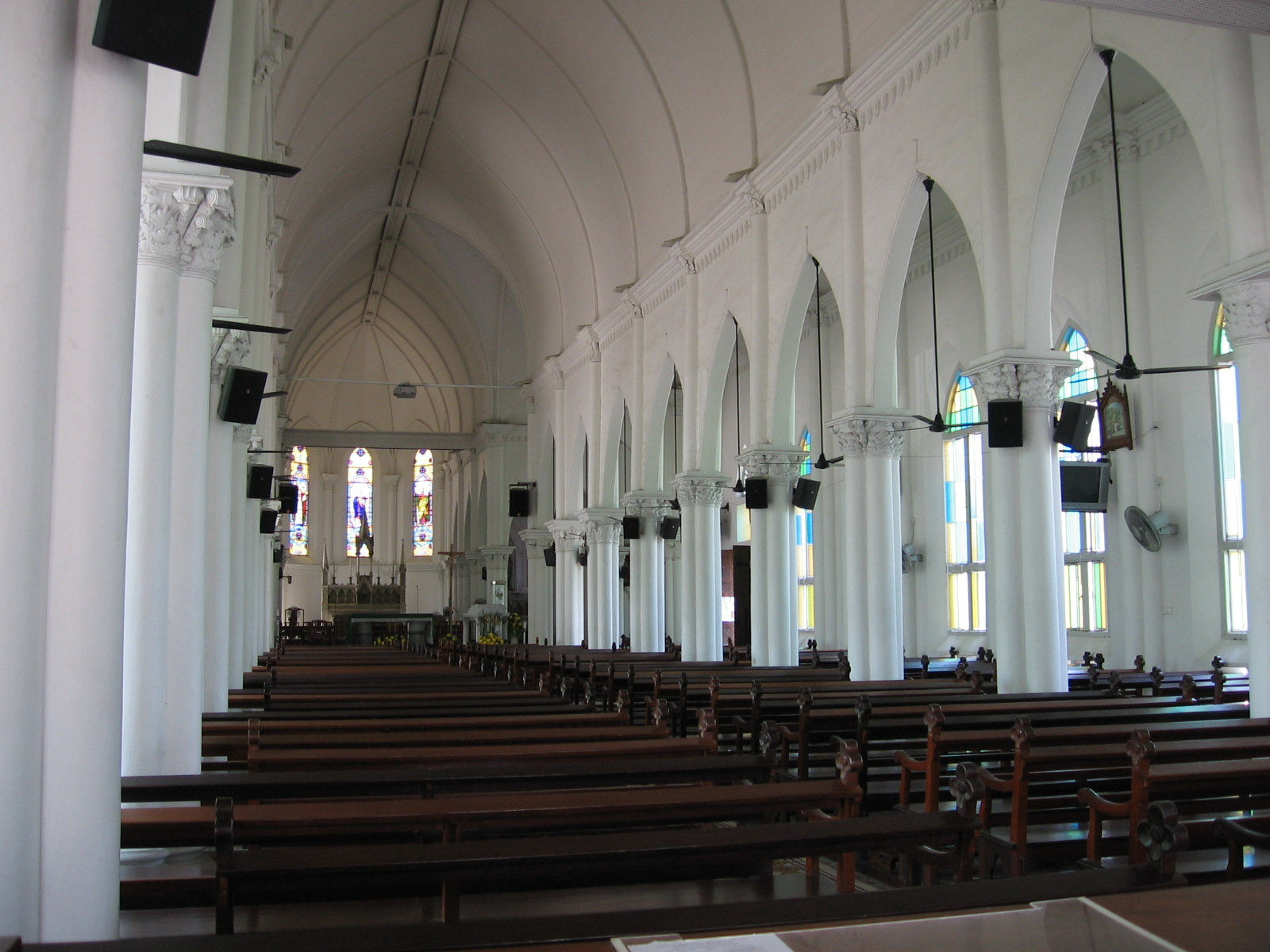
Церковь Рождества Пресвятой Девы Марии

Церковь Рождества Пресвятой Девы Марии  кит.  圣母圣诞堂) — католическая церковь, находящаяся в Сингапуре. Церковь Рождества Пресвятой Девы Марии является национальным памятником Сингапура.

## История
Церковь Рождества Пресвятой Девы Марии была построена в 1901 году в неоготическом стиле для китайских эмигрантов из провинции Гуандун, Китай. Первоначально китайская католическая община в Сингапуре владела с 1853 года небольшой часовней с соломенной крышей. Позднее была построена кирпичная церковь Пресвятой Девы Марии в районе сингапурском районе Серангун, где проживали выходцы из Китая, занимавшиеся сельским хозяйством в Сингапуре. С 1881 года китайской общиной руководил священник Жан Казимир Салейль, который начал строительство нынешнего храма во имя Рождества Пресвятой Девы Марии.
При церкви Рождества Пресвятой Девы Марии в начале XX века находились различные учебные заведения для местного китайского населения. Позднее эти образовательные учреждения были преобразованы в средние и высшие школы, которые существует до нашего времени («Высшая школа святого Игнатия», «Школа Хай Синь», «Конвент святого Младенца» и др.).
14 января 2005 года церковь Рождества Пресвятой Девы Марии получила статус национального памятника Сингапура.

## Источник
- Tommy Koh et al. (2006), Singapore: The Encyclopedia, Editions Didier Millet and National Heritage Board, ISBN 981-4155-63-2